# Goya (Schiff, 1940)
Die Goya war ein Frachtschiff der Reederei A/S J. Ludwig Mowinckels Rederi in Bergen (Norwegen). Das in Oslo auf der Werft Akers mekaniske verksted gebaute Schiff war nach dem spanischen Maler Francisco de Goya benannt und wurde am 4. April 1940 in Dienst gestellt.
Das mit Tausenden Flüchtlingen beladene Schiff wurde am 16. April 1945 von einem sowjetischen U-Boot versenkt. Der Untergang der Goya, bei dem über 7000 Menschen starben, gilt als eine der größten Katastrophen der Seefahrt.

## Unglück
Nach der deutschen Besetzung Norwegens (Unternehmen Weserübung) im April 1940 wurde die Goya von der Kriegsmarine beschlagnahmt. Nachdem sie zuerst als Truppentransporter und dann als Zielschiff bei der 24. U-Flottille, einer in Memel stationierten U-Boot-Ausbildungseinheit, gedient hatte, wurde sie in den letzten Kriegsmonaten für die Evakuierung der deutschen Ostprovinzen eingesetzt. Im Februar 1945 erhielt das bis dahin unbewaffnet gefahrene Schiff eine bescheidene Flugabwehr-Bewaffnung und eine kleine militärische Besatzung zu deren Bedienung. Nachdem das Schiff bei vier Fahrten bereits 19.785 Personen nach Westen evakuiert hatte, wurde es auf seiner fünften Fahrt am 16. April 1945 durch das sowjetische U-Boot L-3 versenkt. Dabei kamen geschätzt über 7.000 Menschen ums Leben.

### Letzter Auftrag
Das Schiff sollte im April 1945 verwundete Soldaten, flüchtende Zivilisten und 200 Angehörige des Panzerregiments 35 aus Westpreußen evakuieren. Die genaue Anzahl der Passagiere bei dieser Fahrt ist nicht bekannt. Der verantwortliche Zahlmeister zählte allein am Fallreep über 7000 Personen. Während der Beladung lag der Hafen der Halbinsel Hela am Ausgang der Danziger Bucht unter Dauerbeschuss. Gegen 08:30 Uhr wurde die Goya von einer Fliegerbombe im vorderen Drittel getroffen. Die Bombe riss ein Loch in das Oberdeck und zerstörte die MES-Anlage (Mineneigenschutz).
Gegen 19 Uhr setzte sich der Geleitzug vor Hela in Bewegung. Er bestand aus der Goya, dem Dampfer Kronenfels (Baujahr 1944, 2.834 BRT) und dem Wassertanker Ägir (Baujahr 1942, 676 BRT). Gesichert wurden die drei Schiffe von den Minensuchbooten M 256 und M 328. Die Geschwindigkeit des Konvois musste sich am langsamsten Schiff, der Kronenfels mit ihren nur rund 9 kn, orientieren. Die Schiffe waren völlig abgedunkelt in Richtung Swinemünde aufgebrochen. Gegen 23 Uhr wurde der Konvoi angewiesen, nach Kopenhagen zu fahren. Wegen eines Maschinenschadens der Kronenfels musste der Konvoi allerdings für etwa 20 Minuten stoppen. Unmittelbar nach Reparatur und Wiederaufnahme der Fahrt erfolgte der Angriff auf die Goya.

### Versenkung
Um 23:52 Uhr schoss das sowjetische U-Boot L-3 unter Kapitänleutnant Wladimir Konowalow vier Torpedos auf die Goya ab, von denen zwei trafen. Der erste Treffer verursachte einen Bruch des Kiels im Bereich des Vorschiffs; der zweite traf mittschiffs. Die Goya, die als Frachter über keine baulichen Sicherungsmaßnahmen verfügte, wie sie für Kriegsschiffe üblich waren, sank innerhalb von nur sieben Minuten in der drei Grad Celsius kalten Ostsee.
Nachdem der Konvoi die Gefahrenzone verlassen hatte, kehrten die Begleitschiffe zurück und suchten nach Überlebenden. Es konnten jedoch nur 183 Schiffbrüchige aus dem eiskalten Wasser gerettet werden. Nach Angaben des Begleitschiffes M 328 wurden insgesamt 157 Menschen lebend geborgen, davon starben neun an Bord der Schiffe an Unterkühlung. Im Laufe des 17. April wurden von anderen Schiffen weitere 28 Schiffbrüchige gerettet. Damit würde die Gesamtzahl der Geretteten 176 betragen. Die genaue Zahl der Opfer lässt sich aufgrund der ungenauen Passagierzahlen nicht mehr feststellen.

### Nachgeschichte
Obwohl Konowalow für die Versenkung der Goya die höchste Auszeichnung des Landes, den Orden „Held der Sowjetunion“, erhielt, wurde die Versenkung von der Sowjetunion selbst lange bestritten.
Am 26. August 2002 wurde die Goya von den polnischen TDI-Tauchern Grzegorz „Banan“ Dominik und Michal Porada in 76 Metern Tiefe entdeckt und betaucht; sie bargen dabei den Schiffskompass.